# San Severo
San Severo is een plaats in de Italiaanse regio Apulië, in de provincie Foggia.

## Geografie
De plaats ligt op de vruchtbare vlakte van de Tavoliere ten westen van het schiereiland Gargano. San Severo is ontstaan in de 5e eeuw onder de naam Castellum Sancti Severini. In 1627 werd de stad getroffen door een zware aardbeving waardoor ze vrijwel geheel weer moest worden opgebouwd. Het resultaat hiervan is het grote aantal barokke bouwwerken dat de stad siert.
Tegenwoordig is San Severo een belangrijk agrarisch en commercieel centrum. Op de vruchtbare grond rondom de stad bevinden zich uitgestrekte graanvelden, wijn- en olijfboomgaarden. Op cultureel gebied heeft de stad veel te bieden zoals theater, concerten en musea. In San Severo zijn enkele faculteiten van de universiteit van Foggia gevestigd (Medicijnen, Landbouw en Economie).
San Severo staat ook bekend om het festival La Madonna del Soccorso, dat iedere derde zondag in mei gehouden wordt. Bij dit festival worden enorme vuurwerken afgestoken. Daarom staat San Severo bekend als De stad van het vuurwerk.
In de Nederlandse literatuur kreeg San Severo een plek doordat de man van schrijfster Frida Vogels ervandaan kwam. In haar romanserie De harde kern wijdt ze daarom herinneringen aan de plaats, vooral in de jaren vijftig en zestig.

## Bezienswaardigheden
- Kathedraal Santa Maria Assunta (15e eeuw)
- Kerk San Severino abate
- Kerk San Lorenzo delle Benedettine
- Kerk Sant'Agostino
- Museo Civico Archeologico

## Geboren
- Michele Pazienza (5 augustus 1982), voetballer

## Afbeeldingen

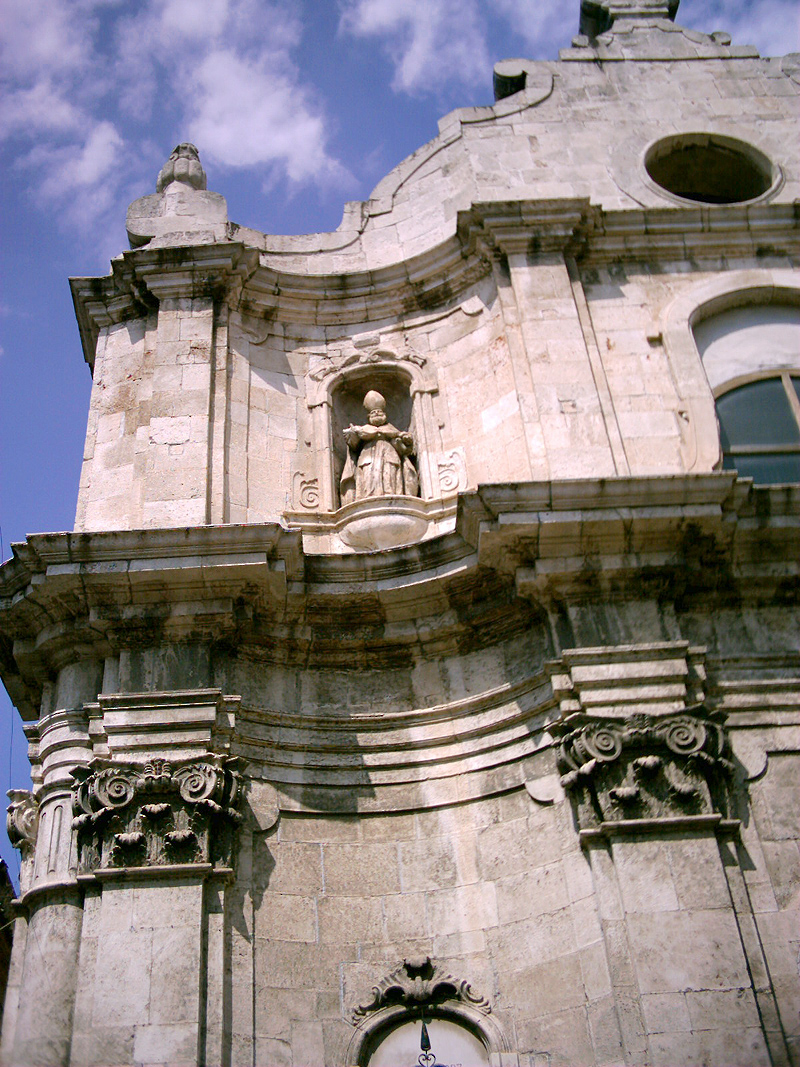
Sant'Agostino
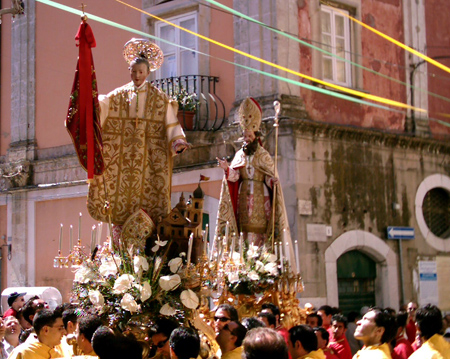
Processie van San Severino